# Герб Абрантеша
Ге́рб Абра́нтеша — офіційний символ міста Абрантеш, Португалія. Використовується як територіальний герб. У лазуровому щиті срібна восьмипроменева зірка, довкола якої хрестом чотири золоті лілії. Поміж ними косим хрестом чотири чорні ворони, обернені до зірки. Щит увінчує срібна мурована міська корона з п'ятьма вежами.  Під щитом біла стрічка, на якій великими літерами напис португальською: «Abrantes» (Абрантеш).  Офіційно затверджений 12 лютого 1986 року.  Зірка символізує Діву Марію, або маврів; лілії — першого міського голову, ворони — святого Вікентія, патрона міста.

## Опис
Прийнятий разом із прапором і печаткою Абрантеша 30 грудня 1985 року рішенням Абрантеської муніципальної асамблеї . Набув чинності 12 лютого 1986 року після публікації в урядовому віснику «Diário da República».
| Brasão: de azul, uma estrela de 8 raios de prata em abismo, acompanhada de 4 flores-de-lis de ouro, postas em cruz, e de 4 corvos de sua cor, postos em aspa e volvidos em cortesia para a estrela. Coroa mural de 5 torres de prata. Listel branco, com a legenda, a negro, «Abrantes»; Bandeira: gironada de amarela e azul, cordões e borlas de ouro e azul. Haste e lance de ouro; Selo: circular, com as peças de escudo sem indicação das cores e metais, entre 2 circulos, com a legenda: «Câmara Municipal de Abrantes». |

## Історія
У XIV столітті Абрантеш використвовував гербову печатку. На ній був зображений замок, що стояв на березі річки і мав три башти. На центральній башті висів старий герб Португалії зі щитками. Праворуч від замку розташовувалася восьмипроменева зірка.
У ХІХ столітті Абрантеш мав герб із п'ятипроменевою зіркою в лазуровому полі, оточену чотирма ліліями і чотирма воронами.

## Значення
- Зірка тлумачиться по-різному: як знак Діви Марії, на честь якої була створена найстаріша міська парафія і церква Непорочного зачаття, згодом перейменована на церкву святого Вікнетія[4]; або як символ колишньої приналежності краю маврам, у яких португальці відвоювали Абрантеський замок[3].
- Лілії уособлюють першого управителя Абрантеша, що брав участь у звільненні Лісабона 1147 року[3]. Ним традиційно вважається Педру Афонсу, позашлюбний син португальського короля Афонсу І. Йому приписували використання герба з ліліями і французьке походження[3].
- Ворони символізують святого Вікентія Сарагоського, покровителя Абрантеша[3]. За переказом, після його мученицької смерті птахи оберігали його тіло від лісових тварин, а згодом супроводжували його мощі до Лісабона. Ці ж ворони зображені на гербі португальської столиці.

## Галерея

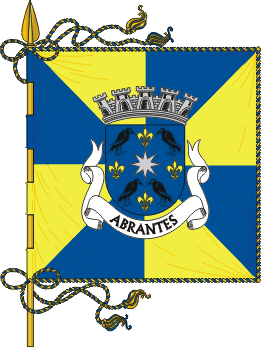
Прапор
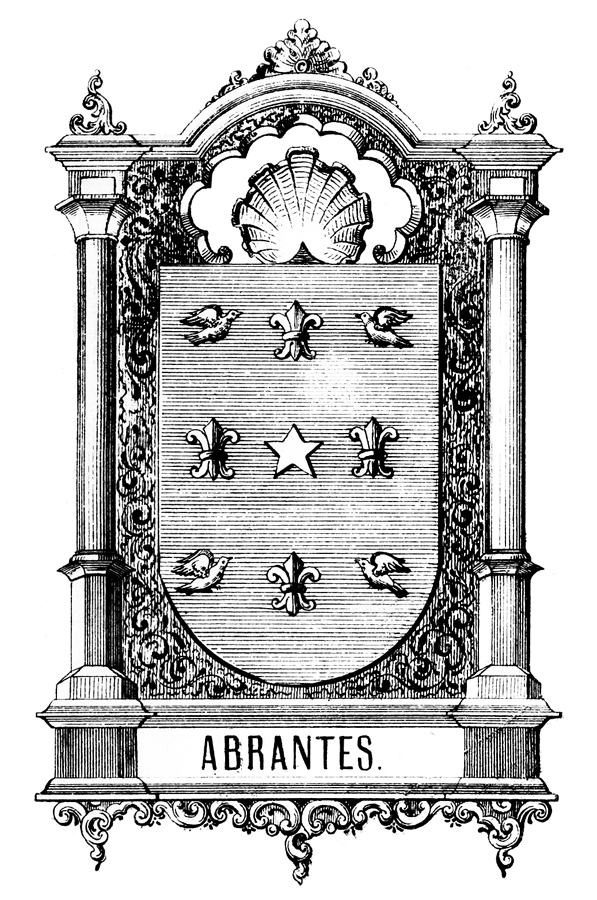
1860